# طراح الثاني
طراح الثاني (بالفارسية: طراح دو) هي قرية تقع في إيران في قسم طراح الريفي. يقدر عدد سكانها بـ 182 نسمة بحسب إحصاء 2016.